# Terrades (Mallorca)
Terrades és una possessió del terme de Santa Maria del Camí (Mallorca), amb les cases situades devora el camí de Muro. El nom fa referència a propietaris del s. XIII procedents de Terrades (Alt Empordà).

## Història
En època islàmica fou l'alqueria Albiar. Confrontava amb les alqueries Mauia (després la Cavalleria de Santa Maria), el camí d'Inca, Consell i l'alqueria Arroengat (després Buc). El 1246 era posseïdor de l'alqueria Guillem de Terrades. El 1286 tota l'alqueria era de Jaume de Terrades. El 1317 Jaume de Terrades vengué Albiar a Maimona, muller de Pere de Jardins, ciutadà militar de Mallorca. Fou en el primer quart del s. XIV quan l'alqueria prengué el nom de Terrades. El 1404 Antoni Ferrer i Miquel Canyelles compraren terres a Terrades. A partir d'aleshores l'alqueria i les diverses segregacions que se n'esdevingueren anaren vinculades a persones de llinatge Canyelles. El 1585 un dels propietaris era Ramon Descós (origen dels topònims Son Cós i Son Cósset).

## Possessions derivades de la segregació de Terrades
De Terrades se'n derivaren Son Barca, Son Andreu (Can Cerdó) i ses Cases Noves (Son Llaüt). Els propietaris de les tres noves heretats eren de llinatge Canyelles. El 1632 apareix documentat Son Andreu, porció segregada de Terrades confrontant amb el camí d'Inca, que en l'actualitat és Can Cerdó. També apareix Son Canyelles de sa Casa Nova, o simplement sa Casa Nova (l'actual Son Llaüt). Son Barca s'originà com una altra segregació de Terrades, amb cases situades devora les de Terrades. El 1817 n'era propietat Jaume Canyelles i tenia 83 quarterades.

## Terrades dels Descós, Terrades dels Fuster i Terrades del Col·legi
A les cases de Terrades hi havia celler i molí de sang. La finca era dedicada a cereals i a vinya, amb una guarda d'ovelles i apiari. Dins la possessió hi havia el Pou de Terrades o Pou del Pedregar, destinat a abeurar el bestiar, i sa Quintana, espai destinat a guardar el bestiar de pas pel Camí de Muro. El 1706 a Terrades hi havia alambins i s'hi conrava el lli. Terrades dels Descós o Son Cós de Terrades, nom que prengué el nucli central de Terrades, a principis del s. XVIII passà als Fuster. El 1717 n'era propietari Pau Fuster. Tenia un cup de pedra de 260 somades, un cup de fusta de 40 somades i tretze bótes congrenyades, amb una cabuda total de 274 somades. El celler de Can Fuster estava situat a Santa Maria del Camí. El 1872 es creà a Terrades un col·legi de segon ensenyament situat a les mateixes cases.

### Pou de Can Cerdó
El Pou de Can Cerdó o del Beat Gaspar, que també s'ha anomenat pou des Carreró, pou de sa Placeta i pou des Pancaritats, és un pou comú situat a la possessió de Can Cerdó a Santa Maria del Camí, en el Camí de Terrades a Son Llaüt, no lluny del Camí de Muro i de sa Quintana. És un pou circular, de 110 cm de diàmetre i uns 15 metres de profunditat, sense paredar, amb trams picats a la roca. Externament presenta un coll quadrangular cobert amb una capelleta de fang i pedres, rematada amb sostre piramidal.
A l'interior de la capelleta es pot llegir la data de la reforma de 1929. Presenta dues piques, una encastada dins la paret i l'altre de grans dimensions procedent de les cases de Son Llaüt. Segons la tradició, recollida per Joan Vich i Salom s'hi aturava a beure aigua el Beat Gaspar de Bono (1530-1604), frare mínim, quan anava a Muro, des del Convent de la Soledat de Santa Maria del Camí. La marca de les seves ditades encara es pot veure sobre la pedra de la rebranca del pou. A l'inventari de béns municipals de Santa Maria del Camí consta com Pou de Can Cerdó nª 22-15.